# 翁金堂
翁金堂（1542年—？），字升伯，浙江杭州府錢塘縣民籍，臨安縣人，明朝政治人物。

## 生平
嘉靖四十三年（1564年）甲子科浙江鄉試第七十一名舉人，隆慶二年（1568年）中式戊辰科進士。萬曆元年（1573年）官河南鎮平縣知縣。官至南直隸銅陵縣知縣。

## 家族
曾祖翁潛；祖父翁杞，王府典膳；父翁燧，母金氏。重慶下。弟翁金陵、翁金階。